# Doxygen
Доксиџен је програм за аутоматску документацију програмског кода за C++, , Јаву, Објектни C, Пајтон, IDL и у извјесној мјери за PHP, C#, D и ActionScript. Постоје верзије Доксиџена за већину униксоликих система, као и за Windows и Mac OS. Аутор највећег дијела програма је Димитри ван Хиш (хол. Dimitri van Heesch).

## Употреба
Да би Доксиџен обавио аутоматско документовање одређеног програмског кода, потребно је прије декларација промјенљивих, функција и класа поставити посебно означене коментаре, користећи Доксиџенову синтаксу. Доксиџен је заправо наслиједио синтаксу из Јавадока и Qt-а, што га чини додатно погодним за кориснике који су навикли на неке од ових пакета.

### Означавање
Могуће је користити сљедеће начине означавања Доксиџенових коментара:
- Цеовске коментаре /* ... */, али са двије звјездице на почетку:

```
/** ово је коментар који Доксиџен разумије */

```

- Цеплусплусовске линијске коментаре, али са три косе црте на почетку:

```
/// И ово је коментар који Доксиџен разумије

```

Ако одређени коментар, означен на неки од споменутих начина, претходи декларацији класе, функције или промјенљиве, Доксиџен ће схватити тај коментар као опис те програмске цјелине и приказати га уз ту класу, функцију или промјенљиву у новој документацији.

### Посебне ознаке
У оквиру Доксиџенових коментара могуће је користити посебне ознаке, означене обрнутом косом цртом (\), да би се означио дио програмске цјелине која се објашњава. Слиједе основна од ових посебних ознака:
- ОПИС - ознака да ОПИС представља опис аргумента функције imePromjenljive
- ОПИС - ознака да ОПИС представља опис резултата функције
- ИМЕ - ознака да ИМЕ представља име аутора овог дијела програма
- КРАТАК_ОПИС - ознака да КРАТАК_ОПИС представља кратак опис наредног дијела програма
- „ОПИС“ - убацује слику у документацију, на основу дате датотеке, уз опис „ОПИС“
- ТЕКСТ - ознака која каже да ТЕКСТ треба да иде на почетну страницу документације

### Генерисање документације
Да би се приступило стварању документације, потребно је направити датотеку произвољног имена и екстензије cfg, користећи програм Доксиџен. Та датотека садржи подразумијевана детаљна подешавања процеса документације, и могуће ју је прилагодити својим потребама прије него што се покрене процес аутоматског стварања документације.
Доксиџен може да генерише документацију у форматима HTML, CHM, RTF, PDF, Латех, Постскрипт и у облику Униксових „ман“ страна. Када је конфигурациона датотека спремна, командом doxygen са том датотеком као аргументом командне линије се генерише комплетна документација.

### Примјер
Наредни примјер приказује програмски код на језику C++, спреман за аутоматско генерисање документације
-{
```
/**

  * Класа Vrijeme представља један тренутак у времену.

  *

  * @author Петар Перић

  */

class
 
Vrijeme
 
{

   
int
 
brojMilisekundi
;

   
/**

     * Конструктор који иницијализује објекат на одређено вријеме

     * @param brojMilisekundi број милисекунди од 1. јануара 1970. до датог тренутка

     */

   
Vrijeme
(
int
 
brojMilisekundi
)
:
 
brojMilisekundi
(
brojMilisekundi
)

   
{}

 

   
/**

     * Функција за добијање текућег времена

     * @return Објекат класе Vrijeme постављен на текуће вријеме

     */

   
static
 
Vrijeme
 
sad


   
{

       
return
 
Vrijeme
(
1000
 
*
 
time

 
);

   
}

};

```

}-